# Ерік Шіє
Ерік Шіє (угор. Erik Silye, нар. 12 червня 1996, Орошгаза) — угорський футболіст, захисник клубу «Пакш».

## Ігрова кар'єра
Народився 12 червня 1996 року в місті Орошгаза.
У дорослому футболі дебютував 2015 року виступами за команду «Ференцварош-2», в якій провів один сезон, взявши участь у 26 матчах чемпіонату. Більшість часу, проведеного у складі другої команди «Ференцвароша», був основним гравцем захисту команди.
Своєю грою за цю команду привернув увагу представників тренерського штабу клубу «Соросар», до складу якого приєднався на умовах оренди 2016 року. Відіграв за наступні два сезони своєї ігрової кар'єри. Граючи у складі У складі також здебільшого виходив на поле в основному складі команди.
У 2018 році орендований клубом «Мезйокйовешд», у складі якого провів наступні два роки своєї кар'єри гравця.  Тренерським штабом нового клубу також розглядався як гравець «основи».
З 2020 року три сезони захищав кольори клубу «Вашаш». Тренерським штабом нового клубу також розглядався як гравець «основи».
До складу клубу «Пакш» приєднався 2023 року. Станом на 2 серпня 2025 року відіграв за клуб з Пакша 50 матчів у національному чемпіонаті.

## Титули і досягнення
- Володар Кубка угорської ліги (1):

«Ференцварош»: 2014-2015
- Володар Кубка Угорщини (3):

«Ференцварош»: 2015-2016
«Пакш»: 2023-2024, 2024-2025